# Aldo Petersen
Aldo Michael Noes Petersen er en dansk erhvervsmand.
Aldo Petersen stiftede sammen med Peter Forchhammer og Erik Winther i 1980'erne investeringsselskabet Dansk Formueforvaltning. Selskabet blev blandt andet kendt med sloganet "Hop med på Formueekspressen". Han var også med i milliardærklubben sammen med fire andre rigmænd, bl.a. Forchhammer.
I 1988 investerede han i det af  Peter Forchammer i 1987 stiftede selskab Telepartner A/S, der senere skiftede navn til Euro909 og i 1997 blev noteret på Nasdaq, og senere igen skiftede navn til Eurotrust. Virksomheden havde skiftende forretningsområder, først telefoni og siden it-sikkerhed, indtil selskabet i 2006 købte Aktiv Gruppen, hvorefter hovedaktiviteten er investering i ejendomme og vindmøller.
En sigtelse for medvirken til mandatsvig i forbindelse med en handel med aktier i Eurotrust blev rejst af bagmandspolitiet i 2002, men frafaldet i 2005. Samarbejdspartnerne og advokaterne Ole Sigetty og Karoly Nemeth var ligeledes sigtet, men også sigtelserne mod disse to blev frafaldet.
Aldo Petersen var administrerende direktør i Eurotrust frem til 2006.
I 2007 søgte han sammen med den tidligere fodboldmålmand Peter Schmeichel at overtage kontrollen over Brøndby IF.
I 2013 blev han udpeget til posten som formand af den nyvalgte bestyrelse i klubben Brøndby IF.
Han er gift med Tine Ølsted Petersen og far til 3 børn.